# High Heat Baseball 2000
A High Heat Baseball 2000 baseball-videójáték, a High Heat Major League Baseball sorozat második tagja, melyet a Team .366 fejlesztett és a The 3DO Company jelentetett meg. A játék 1999 márciusában jelent meg Microsoft Windows és PlayStation platformokra.

## Fogadtatás
| Összegzőoldal | Értékelés | Értékelés |
| Összegzőoldal | PC        | PS        |
| ------------- | --------- | --------- |
| GameRankings  | 86%       | 50%       |

| Szerző         | Értékelés | Értékelés |
| Szerző         | PC        | PS        |
| -------------- | --------- | --------- |
| AllGame        | [ 3 ]     | [ 4 ]     |
| CGSP           | [ 5 ]     | N/A       |
| CGW            | [ 6 ]     | N/A       |
| EGM            | N/A       | 2,625/10  |
| Game Informer  | N/A       | 3,5/10    |
| GameFan        | N/A       | 75%       |
| GamePro        | [ 10 ]    | N/A       |
| GameRevolution | N/A       | C+        |
| GameSpot       | 8,6/10    | 2,9/10    |
| IGN            | 9/10      | 4,5/10    |
| OPM (US)       | N/A       | [ 16 ]    |
| PC Accelerator | 9/10      | N/A       |
| PC Gamer (US)  | 88%       | N/A       |

A GameRankings kritikaösszegző weboldal adatai szerint a játék Windows-verziója „kedvező”, míg a PlayStation-verziója „megosztott” kritikai fogadtatásban részesült. Dave Salvator a Computer Gaming World hasábjain 4½/5 csillagra értékelte a játékot, megjegyezve, hogy „Abban az esetben, ha keménymagos baseballrajongó vagy és bele akarsz csapni a közepébe, akkor a HH2K megannyi pozitívummal rendelkezik; a játék beköszön, mint egy Louisville Slugger képes vége.”
Andrew S. Bub a Daily Radarban a játék Windows-verzióját kereskedelmi csalódásnak nyilvánította. A PC Data adatai szerint az 1999-es év végéig ebből a verzióból 46 238 példányt adtak el az Amerikai Egyesült Államokban. Bub hozzáfűzte, hogy „Szégyeljétek el magatokat, hogy hagytátok, hogy az EA Sports kívül vonzó belül üres Triple Play 2000-e túlteljesítette ezt a gyöngyszemet.”
A játék Windows-verziója elnyerte a Computer Gaming World 1999-es év sportjátékának járó díját, illetve az év játéka kategóriában is a második lett. A PC Gamer US szintén az 1999-es év sportjátékának választotta a játékot, kiemelve, hogy az „a sorozat a piacon lévő egyik legátfogóbb sportszimulátorává való átalakulását jelképezi.” A Computer Games Strategy Plus is az év sportjátékának jelölte meg a játékot, hozzáfűzve, hogy az „a legjátszhatóbb, legélvezhetőbb és egyszerűen a legjobb játéktermi stílusú baseballjáték”. A PC Accelerator és a GameSpot is az év sportjátékának választotta a játékot. Az Academy of Interactive Arts & Sciences 1999-es „év sportjátéka” díjátadóján is döntős volt, a díjat a FIFA 2000 nyerte el.

## Fordítás
- Ez a szócikk részben vagy egészben  a   High Heat Baseball 2000 című angol Wikipédia-szócikk ezen változatának fordításán alapul.  Az eredeti cikk szerkesztőit annak laptörténete sorolja fel. Ez a jelzés csupán a megfogalmazás eredetét és a szerzői jogokat jelzi, nem szolgál a cikkben szereplő információk forrásmegjelöléseként.